# 내고향
내고향은 조선민주주의인민공화국의 국영기업이다.담배 제조사로 시작해 소주, 전자제품, 스포츠용품 등 다양한 제품으로 사업을 다각화했다.